# (2732) Witt
(2732) Witt – planetoida z grupy pasa głównego asteroid okrążająca Słońce w ciągu 4 lat i 215 dni w średniej odległości 2,76 j.a. Została odkryta 19 marca 1926 roku. Nazwa planetoidy pochodzi od Carla Witta (1866-1946), niemieckiego astronoma. Przed nadaniem nazwy planetoida nosiła oznaczenie tymczasowe (2732) 1926 FG.